# Botia

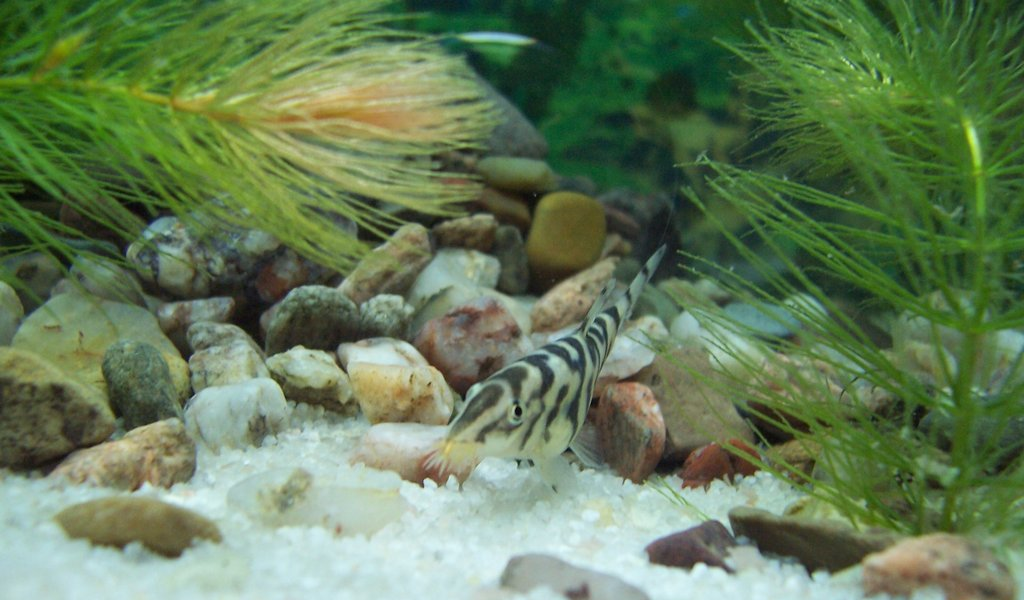
Botia almorhae

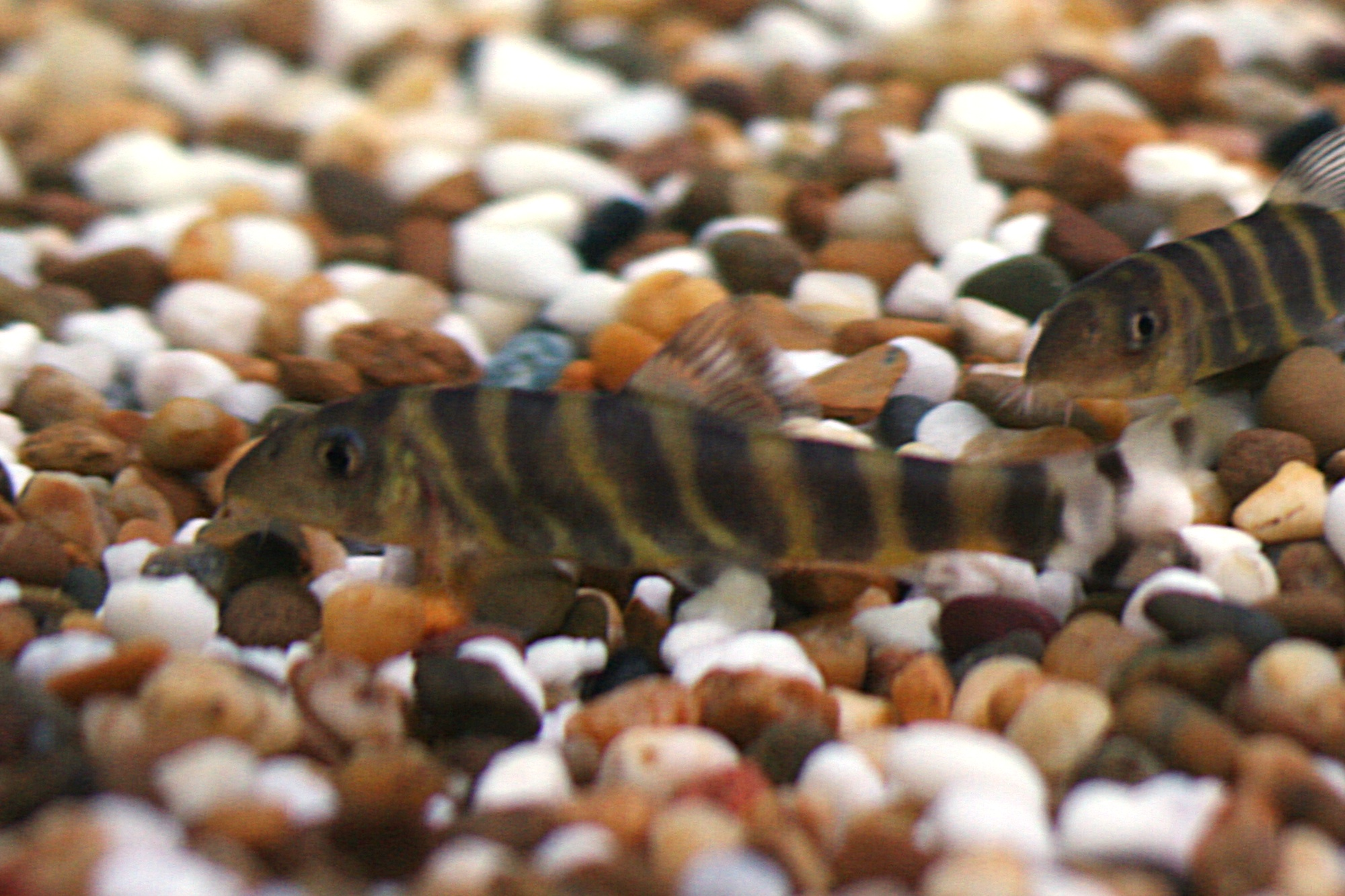
Botia dario

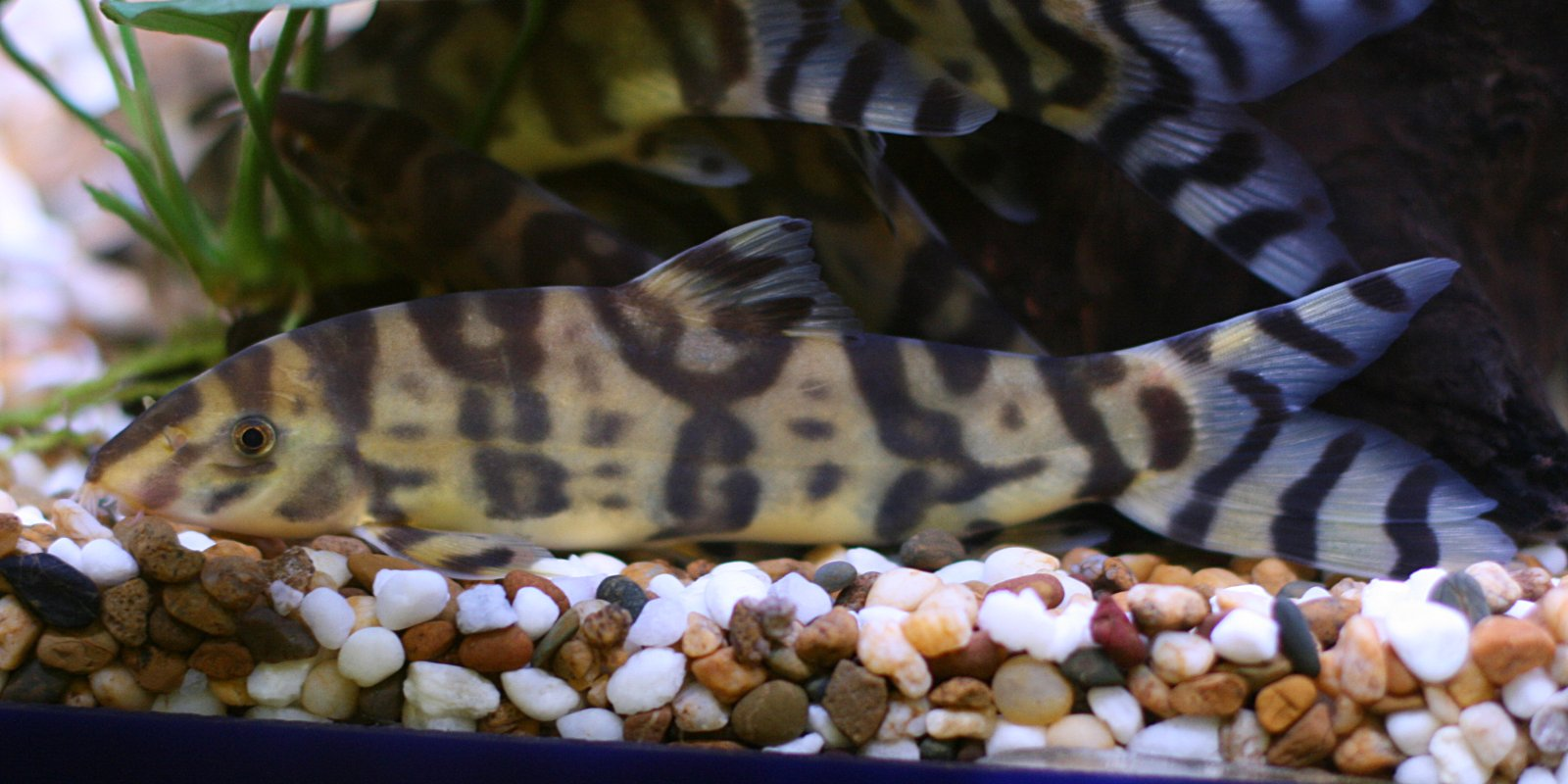
Botia histrionica

Botia és un gènere de peixos de la família dels cobítids i de l'ordre dels cipriniformes.
Algunes de les seues espècies són populars en aquariofília (com ara, Botia almorhae, Botia dario, Botia histrionica, Botia kubotai, Botia lohachata, Botia rostrata, Botia striata i Botia udomritthiruji). Són principalment carnívors.
Botia almorhae, Botia dario, Botia histrionica, Botia kubotai, Botia rostrata, Botia striata i Botia udomritthiruji apareixen a la Llista Vermella de la UICN a causa de les amenaces que els representa la desforestació, la sedimentació, la contaminació de l'aigua, la pesca destructiva mitjançant verins i electrocució, les activitats mineres i el comerç internacional de peixos d'aquari.

## Distribució geogràfica
Es troba a Àsia: el Pakistan, l'Índia (com ara, els Ghats Occidentals, Karnataka, Arunachal Pradesh, Assam, Sikkim, Bengala Occidental, Manipur, Meghalaya, Nagaland, Tripura, Bihar, Rajasthan, i Maharashtra), Bhutan, el Nepal, Bangladesh, Myanmar, Laos, Tailàndia i la Xina (Yunnan), incloent-hi les conques dels rius Brahmaputra, Indus, Salween, Kabul, Irauadi, Mekong i Tenasserim.

## Taxonomia
- Botia almorhae (Gray, 1831)[31]
- Botia birdi (Chaudhuri, 1909)[32]
- Botia dario (Hamilton, 1822)[33]
- Botia dayi (Hora, 1932)
- Botia histrionica (Blyth, 1860)[34]
- Botia javedi (Mirza & Syed, 1995)
- Botia kubotai (Kottelat, 2004)[35]
- Botia lohachata (Chaudhuri, 1912)[36]
- Botia macrolineata (Teugels, De Vos & Snoeks, 1986)
- Botia pulchripinnis (Paysan, 1970)
- Botia rostrata (Günther, 1868)[37]
- Botia striata (Narayan Rao, 1920)[38]
- Botia udomritthiruji (Ng, 2007)[39]